# Kuji
Kuji è una città giapponese della prefettura di Iwate.